# سونغ دونغ
سونغ دونغ (بالصينية: 宋冬) هو فنان صيني، ولد في 1966 في بكين في الصين.